# 井口直紀
井口 直紀（いのくち なおき、1997年4月27日 - ）は、日本の元男子バレーボール選手である。

## 来歴
福岡県出身。兄の影響を受け小学2年生からバレーボールを始める。
2013年、東福岡高等学校に進学。2015年、2016年（2年、3年時）に全日本高等学校選手権大会（春高バレー）で優勝を果たした。
東亜大学を経て、2019-20シーズン、V.LEAGUE DIVISION1 MEN（V1男子）に所属する大分三好ヴァイセアドラーの内定選手となった。内定選手としてV1男子の試合に出場しVリーグデビューも果たした。
2020年、大学卒業後に、大分三好ヴァイセアドラーに入団した。
2023年、大分三好ヴァイセアドラーの主将に就任した。
2024年、大分三好を退団し現役引退。

## 人物・エピソード
- 古賀健太とは東福岡高等学校、東亜大学、大分三好ヴァイセアドラーの同期であり、高校時代から10年間共にプレーを続けた[7]（古賀は2023年にヴォレアス北海道に移籍）。

## 所属チーム
- 東福岡高等学校（2013-2016年）
- 東亜大学（2016-2020年）
- 大分三好ヴァイセアドラー（2020-2024年）